# Oded Kotler
Oded Kotler (Tel Aviv, 5 de mayo de 1937) es un actor de teatro y cine, director, dramaturgo y director artístico israelí.

## Biografía
Kotler nació en Tel Aviv, en ese entonces bajo dominio británico. Comenzó su carrera teatral como estudiante de secundaria, tocando y dirigiendo obras en el Stage Theatre y también en el Tent Theatre. A mediados de la década de 1960, Kotler fue uno de los fundadores de una gran compañía teatral que produjo obras originales.
En 1967, ganó el premio al Mejor Actor en el Festival de Cine de Cannes de 1967 por su papel en la película Tres días y un niño.
En 1970 - 1978 se desempeñó como director artístico del Teatro Haifa y hace hincapié en el desarrollo de obras de teatro israelíes originales que se ocupó de la situación sociopolítica en el país. Kotler inició y fue responsable de producir muchas obras dentro de las diversas instituciones teatrales donde se desempeñó como director artístico.

## Premios y distinciones
Festival Internacional de Cine de Cannes
| Año  | Categoría   | Película              | Resultado |
| ---- | ----------- | --------------------- | --------- |
| 1967 | Mejor actor | Shlosha Yamim Veyeled | Ganador   |